# Rudolf Mößbauer
Rudolf Ludwig Mößbauer (Múnic, Alemanya, 1929-2011) va ser un físic i professor universitari alemany guardonat amb el Premi Nobel de Física l'any 1961.

## Biografia
Va néixer el 31 de gener de 1929 a la ciutat alemanya de Múnic. Llicenciat en física per la Universitat de Tecnologia de Múnic, el 1961 va esdevenir professor de física a l'Institut de Tecnologia de Califòrnia. Va morir el 14 de setembre de 2011, a Grünwald, Alemanya.

## Recerca científica
Durant la seva etapa estudiantil, s'interessà en els raigs gamma, estudiant les seves transicions nuclears i descobrint l'any 1957 el que posteriorment s'anomenaria efecte Mößbauer.
L'any 1961 fou guardonat, al costat del físic nord-americà Robert Hofstadter, amb el Premi Nobel de Física pels seus treballs sobre l'absorció de radiació gamma.